# 小霍爾姆島

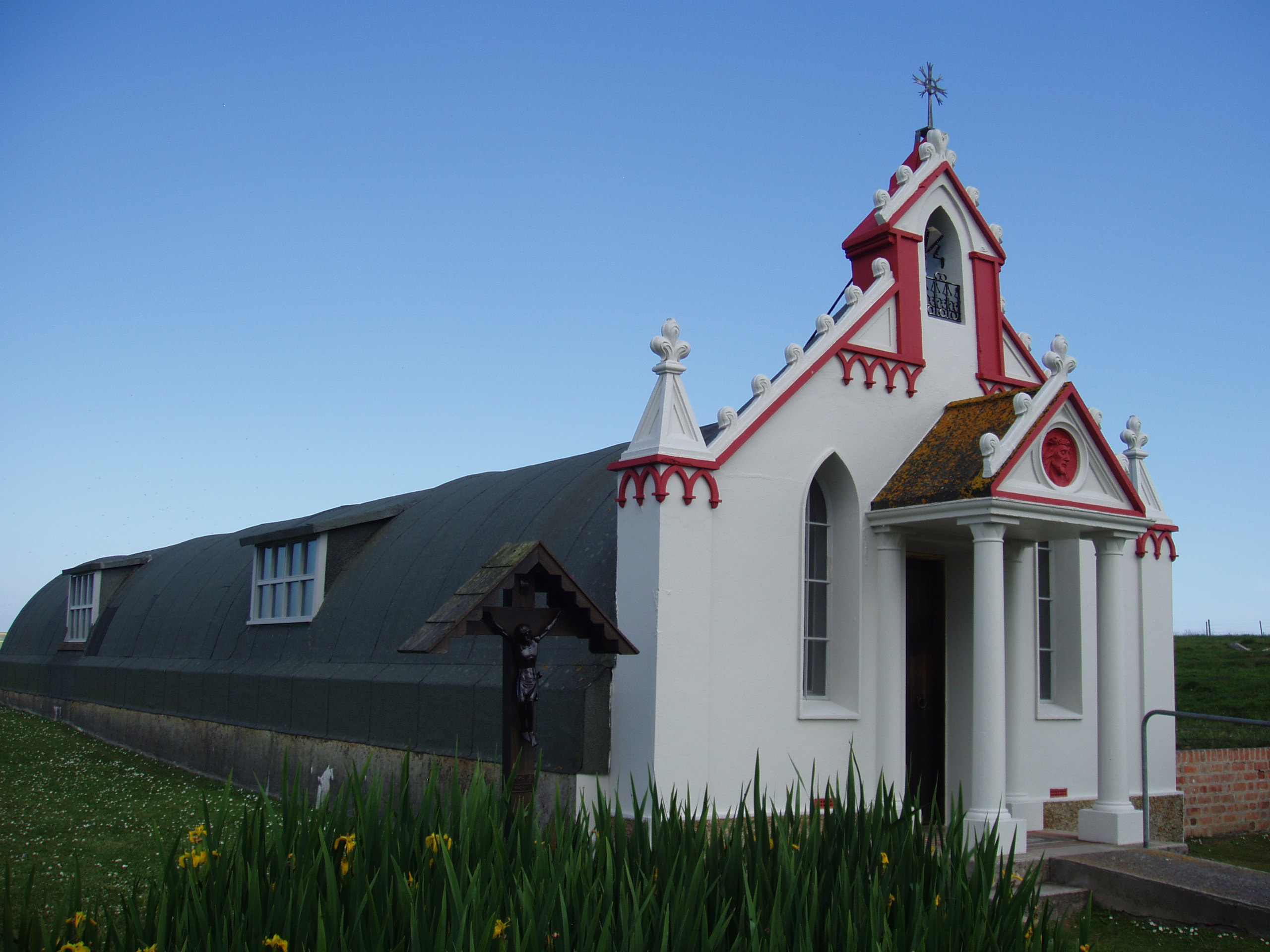

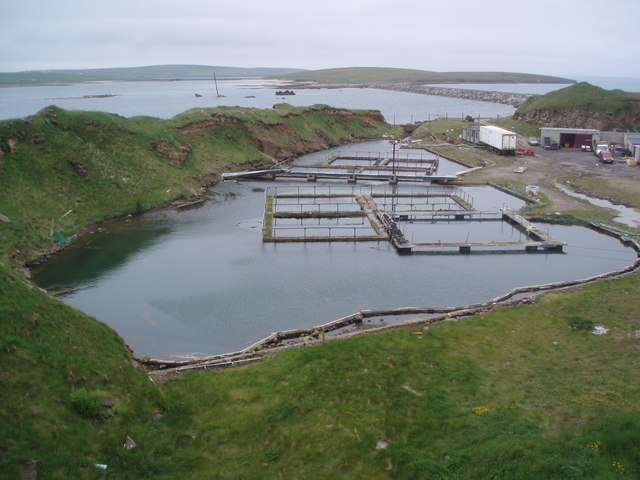

小霍爾姆島是蘇格蘭的島嶼，位於梅恩蘭島和巴雷島之間的大西洋海域，屬於奧克尼群島的一部分，面積0.4平方公里，最高點海拔高度20米，島上無人居住。
58°53′23″N 2°53′24″W / 58.88968°N 2.89005°W